# Trabajadores de emergencia muertos en los atentados del 11 de septiembre

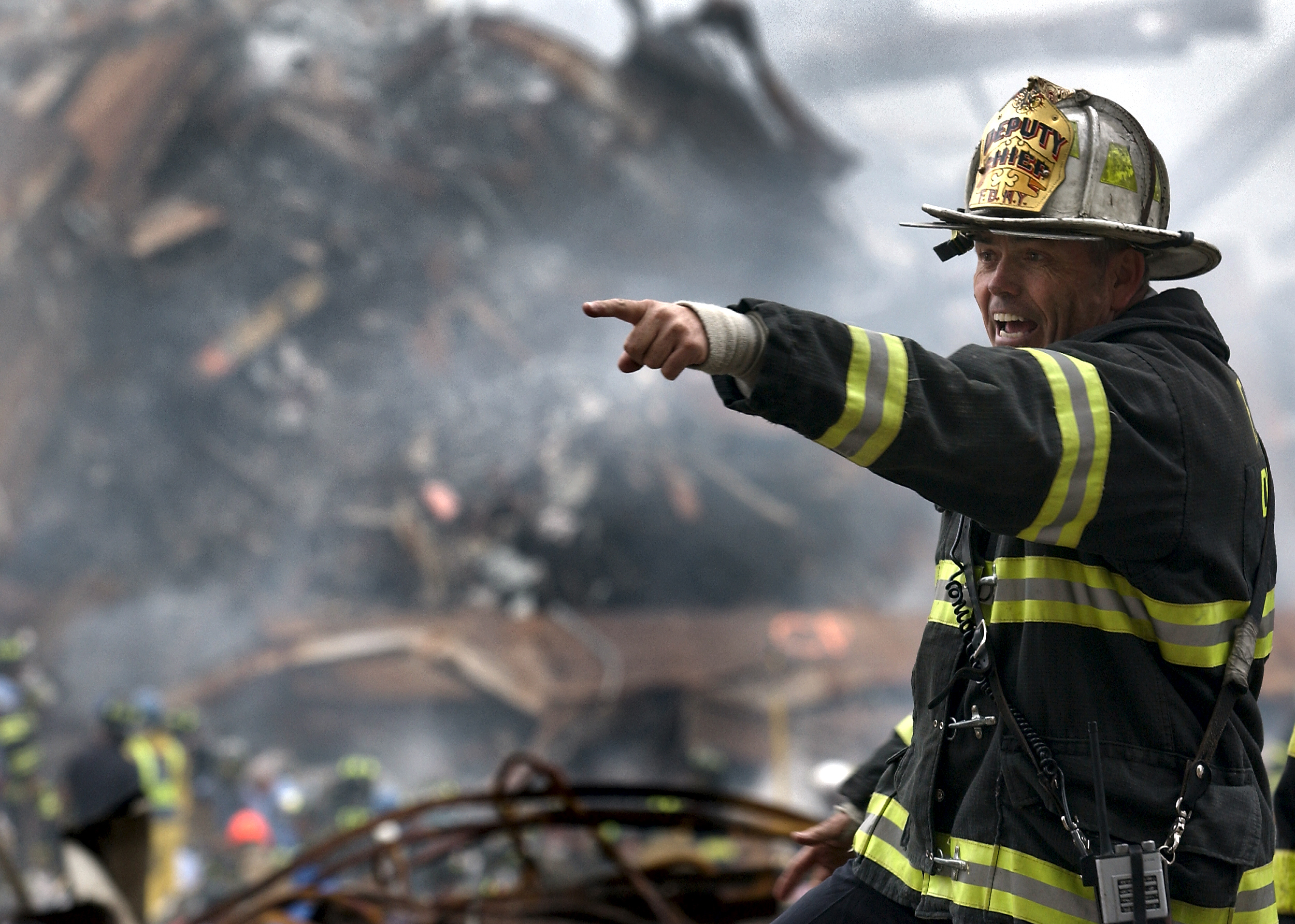
El subjefe de bomberos del FDNY Joseph Curry durante las tareas de desescombro y rescate de supervivientes, tres días después del atentado.

De las 2 996 víctimas mortales que se cobraron los atentados del 11 de septiembre de 2001, 415 eran trabajadores de emergencias de la ciudad de Nueva York que acudieron al World Trade Center bien durante los primeros instantes de los ataques, tras la colisión del segundo avión o llamados por emergencia procedentes de otros turnos o salientes que acudieron como soporte. Esto incluía a:
- 343 bomberos (incluyendo un capellán y dos paramédicos) del Departamento de Bomberos de la Ciudad de Nueva York (FDNY);[1]
- 37 policías de la Autoridad Portuaria de Nueva York y Nueva Jersey y del Departamento de Policía de Nueva Jersey (PAPD);[2]
- 23 policías del Departamento de Policía de la Ciudad de Nueva York (NYPD);[3]
- 8 técnicos de emergencias médicas y paramédicos de servicios médicos de emergencia privados;[4]
- 3 funcionarios de los tribunales del Estado de Nueva York;
- 1 patrullero de la Patrulla de Bomberos de Nueva York.[5]

Este artículo enumera a los trabajadores de emergencias mencionados anteriormente que murieron mientras cumplían sus funciones en el World Trade Center el martes 11 de septiembre de 2001.

## Departamento de Bomberos de la Ciudad de Nueva York

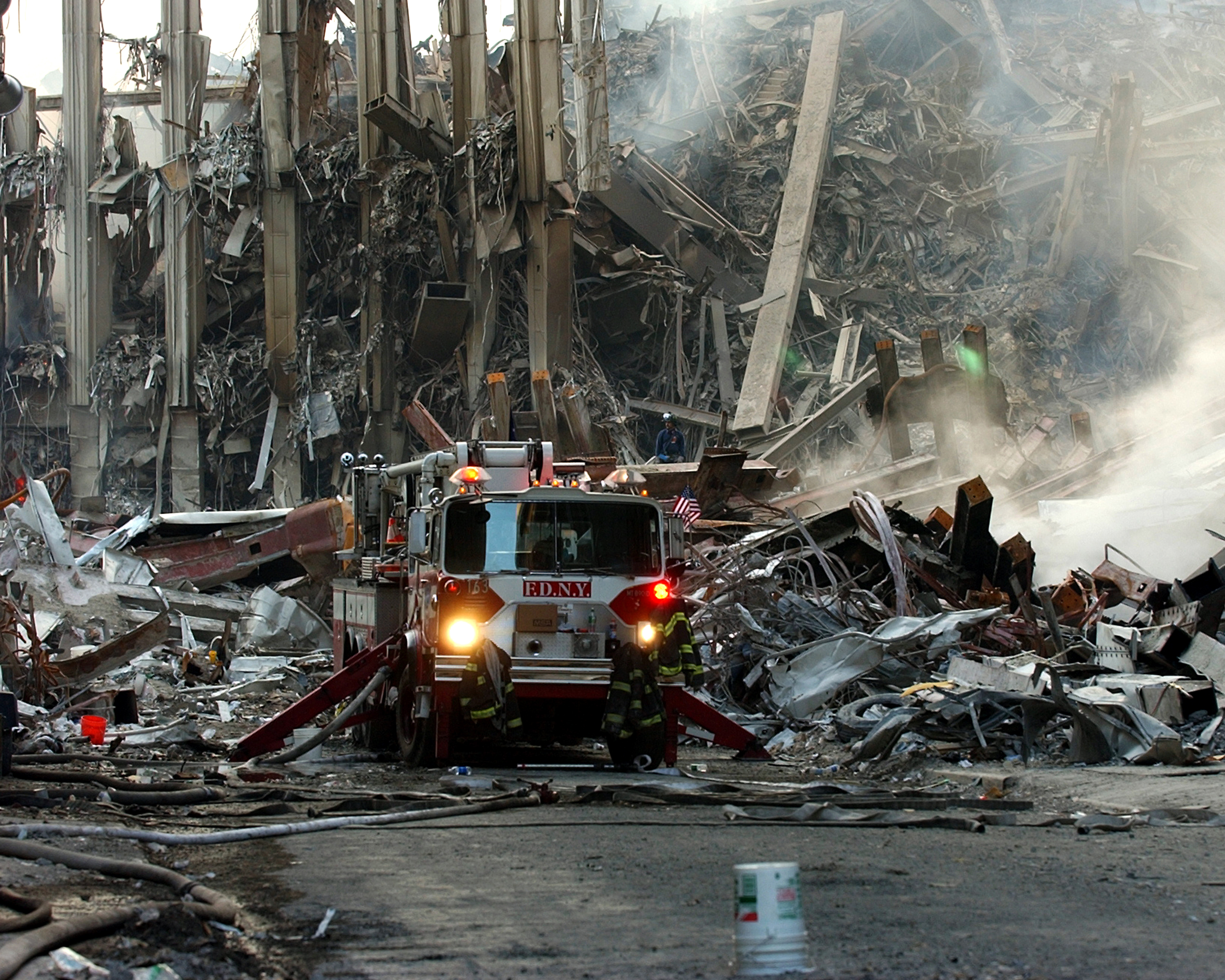
Camión del FDNY en el World Trade Center, derrumbado.

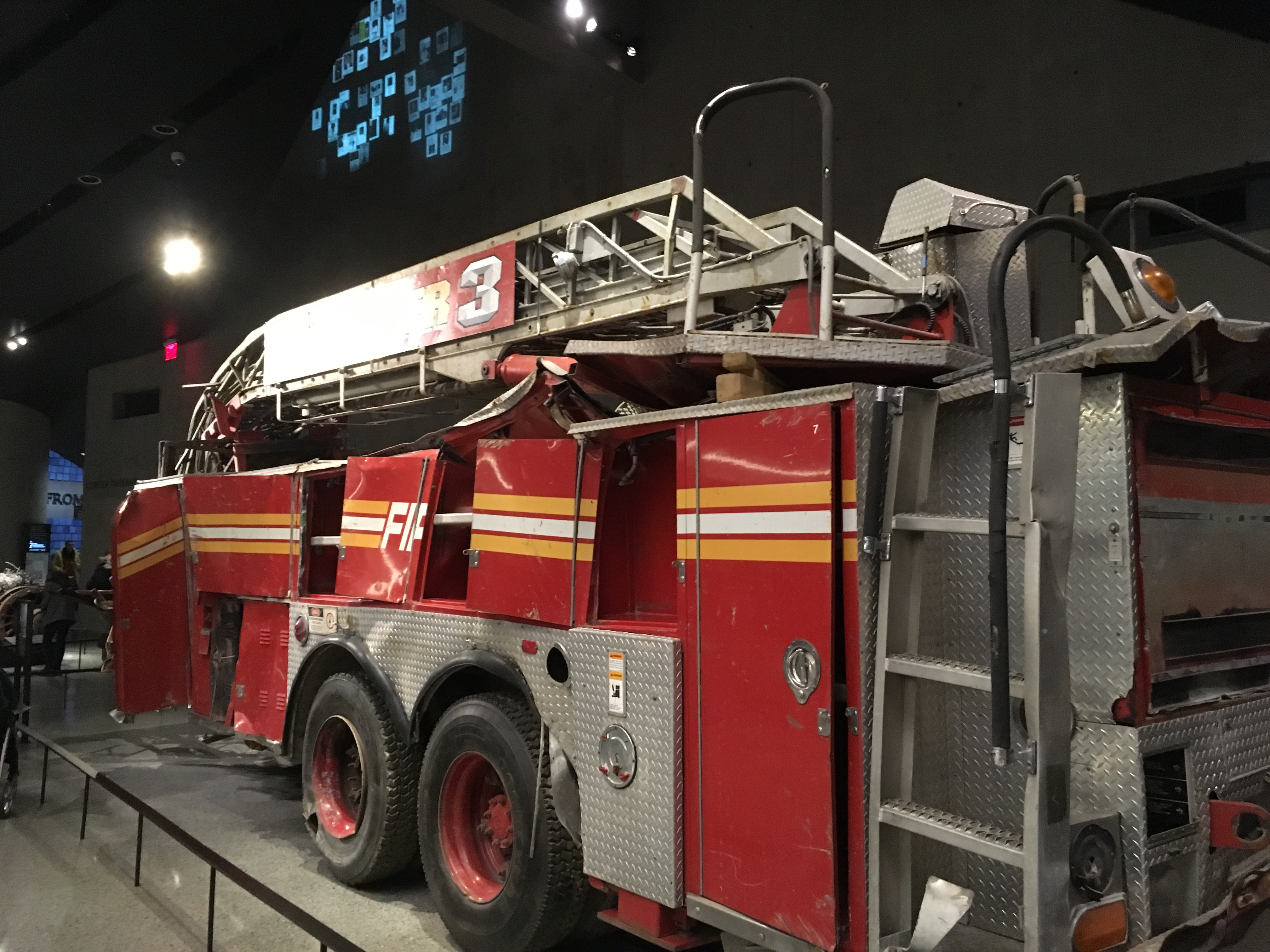
Camión de bomberos en el National September 11 Memorial & Museum.

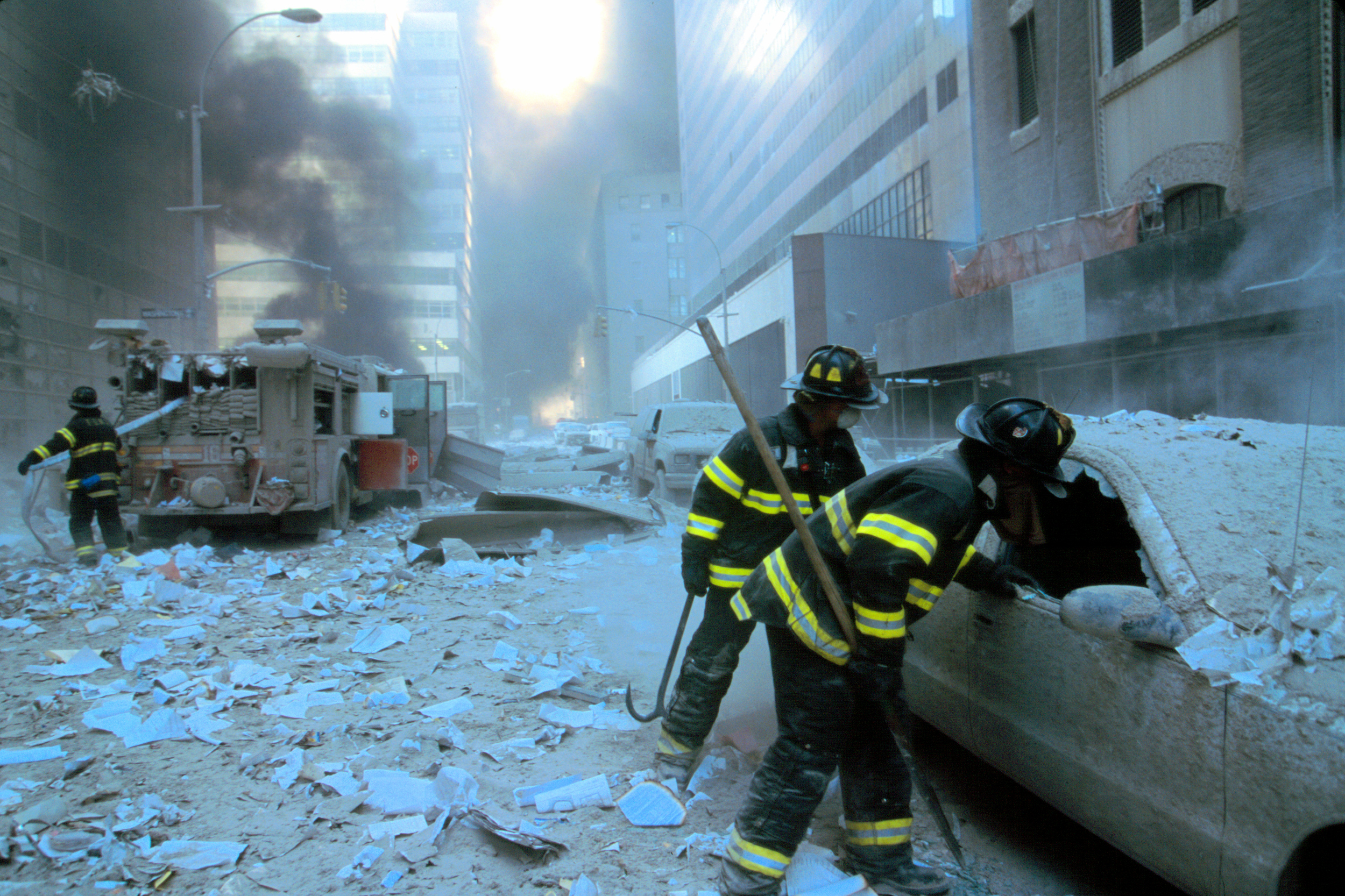
Bomberos en las inmediaciones del WTC en el interludio entre ambos derrumbes.

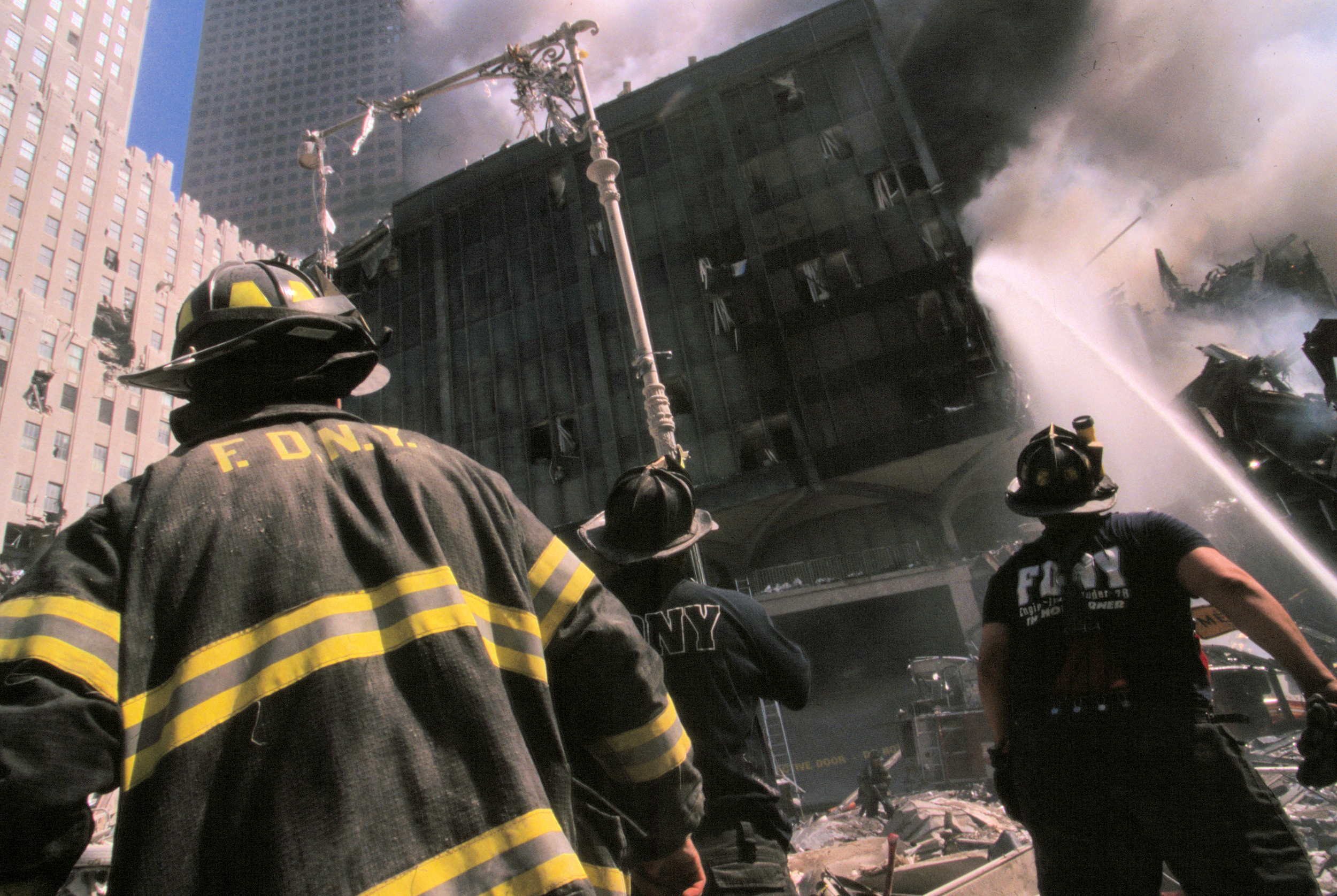
Bomberos apagando un incendio provocado por el derrumbe de las Torres Gemelas.

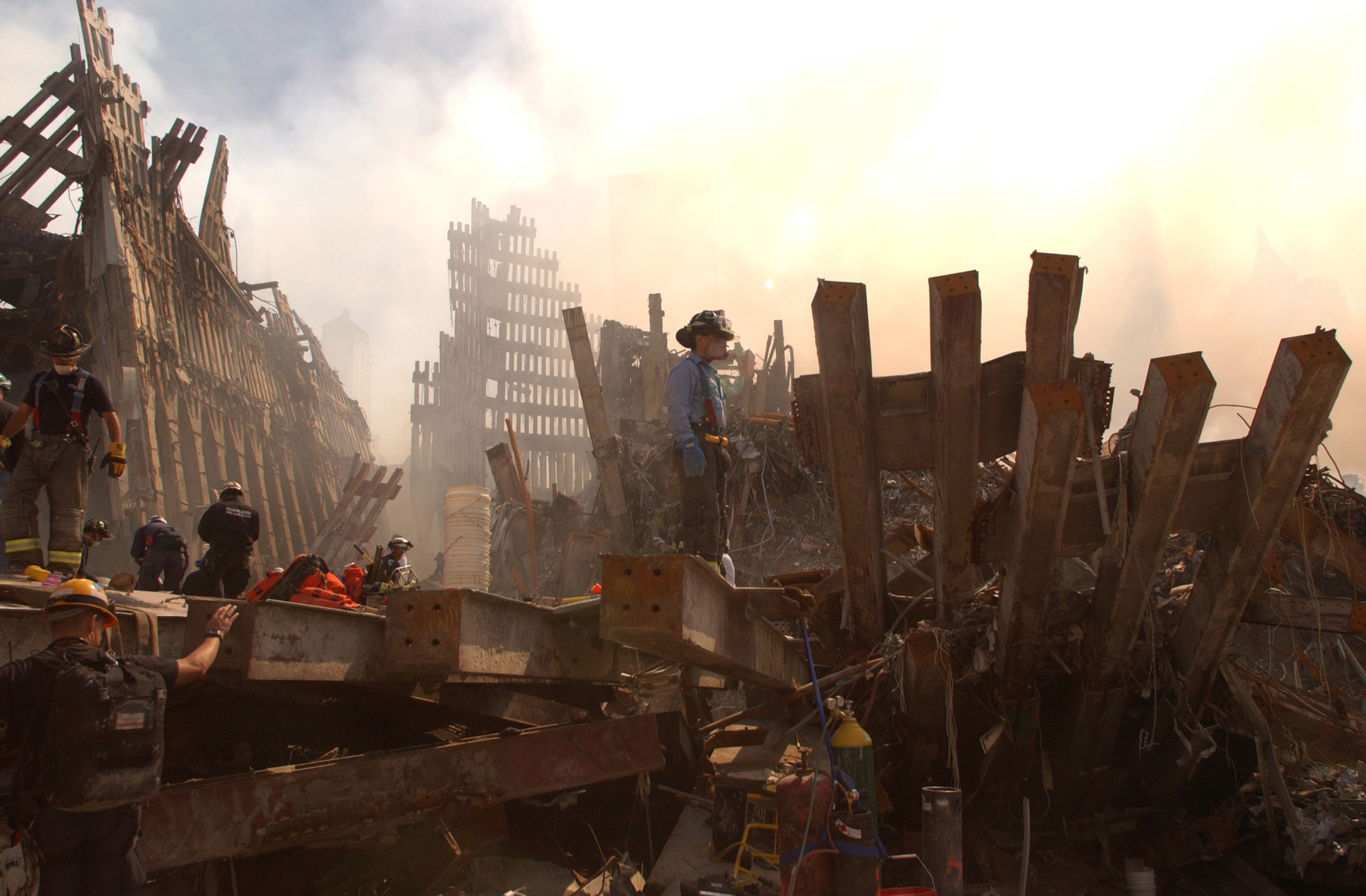
Tareas de desescombro en la zona cero.

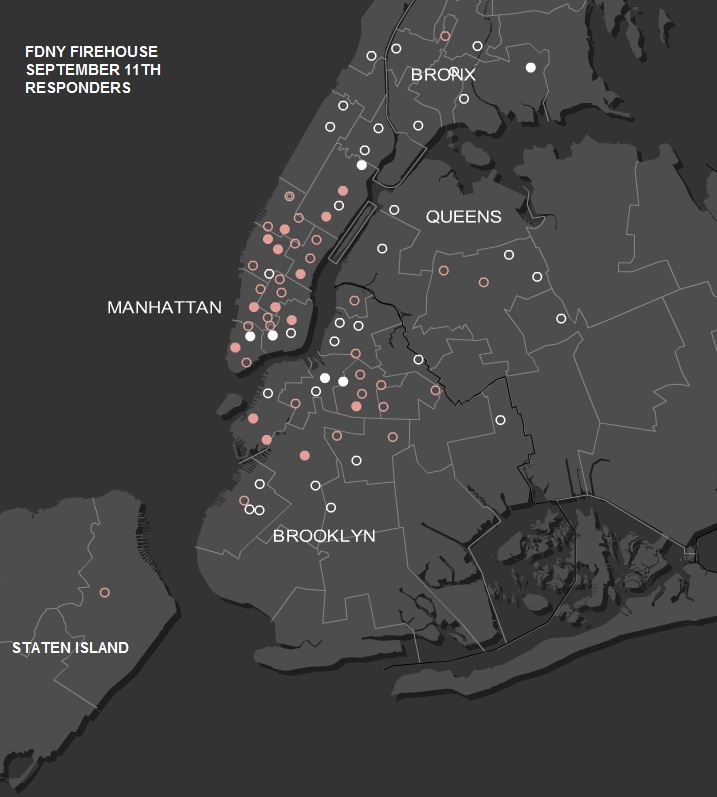
Mapa de los parques de bomberos de Nueva York que respondieron a los atentados. Los círculos muestran la ubicación de la compañía que respondió; los círculos sólidos significan varias compañías. Los círculos de color rosa indican las compañías con bajas.

Hubo 75 cuerpos de bomberos en los que murió al menos un miembro. El FDNY también perdió a su jefe de departamento, a su primer subcomisario, a uno de sus alguaciles, a uno de sus capellanes, así como a otro personal administrativo o especializado.
Desde el punto de vista operativo y geográfico, el departamento está organizado nominalmente en cinco comandos de distrito para los cinco distritos tradicionales o boroughs de Nueva York (Queens, Brooklyn, Manhattan, Staten Island y El Bronx). Dentro de estos mandos municipales existen nueve divisiones, cada una de ellas dirigida por un jefe adjunto. Dentro de cada división operan de cuatro a siete batallones, dirigidos por un jefe de batallón y que suelen estar formados por 180-200 bomberos y oficiales. Cada batallón está formado por entre cuatro y ocho compañías, y una compañía está dirigida por un capitán. Éste manda a tres tenientes y a entre 16 y 42 bomberos. La última es la unidad formada por los miembros de la compañía de guardia durante un determinado recorrido, que consiste en un teniente o un capitán más un número de bomberos que depende del tipo de unidad: de tres a cuatro en una compañía de motores, cinco en una compañía de escaleras (también conocida como compañía de camiones), cinco para una compañía de rescate, cinco para una compañía de escuadrones, cuatro en una compañía de marines y seis para la compañía de materiales peligrosos.
El 11 de septiembre, el jefe de batallón del Batallón 1, Joseph Pfeifer, fue el primer mando en presenciar in situ cómo el vuelo 11 de American Airlines, pilotado por Mohamed Atta, se estrellaba contra la Torre Norte. En dirección hacia el World Trade Center, comunicó por radio un incidente de alarma múltiple. En el transcurso de las tres horas siguientes, se desplegaron en el lugar 121 compañías de motores, 62 compañías de escaleras y 27 bomberos. Todos los bomberos fuera de servicio fueron llamados a filas, la primera vez que el FDNY había emitido una llamada de atención total en más de 30 años. Además de los equipos de bomberos regulares y del personal asignado al incidente, el FDNY también desplegó su única unidad Haz-Mat, su centro de mando móvil, su unidad de comunicaciones de campo, sus cinco unidades de rescate, sus dos unidades de altura, seis de sus siete unidades de escuadrón y una de sus dos unidades de apoyo táctico.

### Víctimas mortales por compañía de bomberos
La siguiente lista es un recuento de las víctimas mortales de cada compañía que acudió al World Trade Center:
| Nombre de la compañía  | Jefes | Capitanes | Tenientes | Bomberos | Total | Torre       |
| ---------------------- | ----- | --------- | --------- | -------- | ----- | ----------- |
| Batallón 1             | 1     |           | 1         |          | 2     | Torre Norte |
| Batallón 2             | 2     |           |           | 1        | 3     | Torre Norte |
| Batallón 4             |       |           | 1         |          | 1     | Torre Norte |
| Batallón 6             | 1     |           |           |          | 1     | Torre Sur   |
| Batallón 7             | 1     |           | 2         |          | 3     | Torre Sur   |
| Batallón 8             | 1     |           |           | 1        | 2     | Torre Sur   |
| Batallón 9             | 2     |           | 1         | 2        | 5     | Torre Sur   |
| Batallón 11            | 1     |           |           |          | 1     | Torre Norte |
| Batallón 12            | 1     |           |           |          | 1     | Torre Sur   |
| Batallón 22            |       |           | 1         |          | 1     | Torre Norte |
| Batallón 43            |       |           | 1         |          | 1     | Torre Sur   |
| Batallón 47            |       |           | 1         |          | 1     | Torre Sur   |
| Batallón 48            | 1     |           |           | 1        | 2     | Torre Norte |
| Batallón 49            | 1     |           |           |          | 1     | Torre Sur   |
| Batallón 50            | 1     |           |           |          | 1     | Torre Norte |
| Batallón 57            | 2     |           |           |          | 2     | Torre Sur   |
| División 1             |       | 2         |           |          | 2     | Torre Norte |
| División 11            |       | 1         |           |          | 1     | Torre Sur   |
| División 15            | 1     | 2         |           |          | 3     | Torre Norte |
| Motor 1                |       |           | 1         | 1        | 2     | Torre Norte |
| Motor 4                |       |           |           | 4        | 4     | Torre Norte |
| Motor 5                |       |           |           | 1        | 1     | Torre Norte |
| Motor 6                |       |           |           | 3        | 3     | Torre Norte |
| Motor 8                |       |           |           | 1        | 1     | Torre Sur   |
| Motor 10               |       |           | 1         | 2        | 3     | Torre Norte |
| Motor 21               |       | 1         |           |          | 1     | Torre Norte |
| Motor 22               |       |           |           | 4        | 4     | Torre Sur   |
| Motor 23               |       |           |           | 4        | 4     | Torre Sur   |
| Motor 26               |       | 1         |           | 1        | 2     | Torre Norte |
| Motor 33               |       |           | 1         | 4        | 5     | Torre Norte |
| Motor 37               |       |           |           | 1        | 1     | Torre Norte |
| Motor 40               |       |           | 1         | 5        | 6     | Torre Sur   |
| Motor 50               |       |           |           | 1        | 1     | Torre Sur   |
| Motor 54               |       |           |           | 4        | 4     | Torre Sur   |
| Motor 55               |       |           | 1         | 3        | 4     | Torre Norte |
| Motor 58               |       |           | 1         |          | 1     | Torre Sur   |
| Motor 74               |       |           |           | 1        | 1     | Torre Sur   |
| Motor 201              |       |           | 1         | 3        | 4     | Torre Sur   |
| Motor 205              |       |           | 1         |          | 1     | Torre Sur   |
| Motor 207              |       |           |           | 3        | 3     | Torre Norte |
| Motor 214              |       |           | 1         | 3        | 4     | Torre Sur   |
| Motor 216              |       |           |           | 1        | 1     | Torre Sur   |
| Motor 217              |       |           | 1         | 2        | 3     | Torre Sur   |
| Motor 219              |       |           |           | 1        | 1     | Torre Sur   |
| Motor 226              |       |           |           | 3        | 3     | Torre Sur   |
| Motor 230              |       |           | 1         | 5        | 6     | Torre Sur   |
| Motor 235              |       |           | 1         | 4        | 5     | Torre Sur   |
| Motor 238              |       |           | 1         |          | 1     | Torre Sur   |
| Motor 279              |       |           |           | 3        | 3     | Torre Sur   |
| Motor 285              |       |           |           | 1        | 1     | Torre Sur   |
| Haz-Mat 1              |       |           | 1         | 6        | 7     | Torre Sur   |
| Escalera 2             |       | 1         |           | 6        | 7     | Torre Sur   |
| Escalera 3             |       | 1         | 1         | 9        | 11    | Torre Norte |
| Escalera 4             |       | 1         | 1         | 7        | 9     | Torre Sur   |
| Escalera 5             |       |           | 2         | 6        | 8     | Torre Norte |
| Escalera 7             |       | 1         |           | 5        | 6     | Torre Sur   |
| Escalera 8             |       | 1         |           |          | 1     | Torre Norte |
| Escalera 9             |       |           |           | 3        | 3     | Torre Norte |
| Escalera 10            |       |           |           | 1        | 1     | Torre Norte |
| Escalera 11            |       |           | 1         | 6        | 7     | Torre Sur   |
| Escalera 12            |       |           |           | 2        | 2     | Torre Sur   |
| Escalera 13            |       | 1         |           | 4        | 5     | Torre Norte |
| Escalera 15            |       |           | 1         | 7        | 8     | Torre Sur   |
| Escalera 16            |       |           | 1         | 1        | 2     | Torre Sur   |
| Escalera 20            |       | 1         |           | 6        | 7     | Torre Norte |
| Escalera 21            |       |           |           | 6        | 6     | Torre Sur   |
| Escalera 24            |       | 1         |           | 1        | 2     | Torre Sur   |
| Escalera 25            |       |           | 1         | 6        | 7     | Torre Sur   |
| Escalera 27            |       |           |           | 1        | 1     | Torre Sur   |
| Escalera 35            |       | 1         |           | 4        | 5     | Torre Sur   |
| Escalera 38            |       |           |           | 1        | 1     | Torre Sur   |
| Escalera 42            |       |           |           | 1        | 1     | Torre Norte |
| Escalera 101           |       |           | 1         | 6        | 7     | Torre Norte |
| Escalera 105           |       | 1         |           | 4        | 5     | Torre Sur   |
| Escalera 111           |       |           | 1         |          | 1     | Torre Norte |
| Escalera 118           |       |           | 1         | 5        | 6     | Torre Sur   |
| Escalera 131           |       |           |           | 1        | 1     | Torre Sur   |
| Escalera 132           |       |           |           | 5        | 5     | Torre Sur   |
| Escalera 136           |       |           |           | 1        | 1     | Torre Sur   |
| Rescate 1              |       | 1         | 1         | 9        | 11    | Torre Norte |
| Rescate 2              |       |           | 1         | 6        | 7     | Torre Norte |
| Rescate 3              |       |           |           | 6        | 6     | Torre Sur   |
| Rescate 4              |       | 1         | 1         | 4        | 6     | Torre Sur   |
| Rescate 5              |       | 1         | 2         | 8        | 11    | Torre Norte |
| Operaciones especiales | 2     | 1         | 2         |          | 5     | Torre Norte |
| Escuadrón 1            |       | 1         | 3         | 8        | 12    | Torre Sur   |
| Escuadrón 18           |       |           | 1         | 6        | 7     | Torre Norte |
| Escuadrón 41           |       |           | 1         | 5        | 6     | Torre Norte |
| Escuadrón 252          |       |           |           | 5        | 5     | Torre Norte |
| Escuadrón 288          |       |           | 1         | 5        | 6     | Torre Sur   |
| Otros                  | 5     |           |           | 5        | 10    |             |
| Total                  | 23    | 22        | 46        | 252      | 343   |             |

### Rango, nombre y edad
La siguiente lista proporciona más detalles a la lista anterior al categorizar el FDNY con el rango, el nombre y la edad (si está disponible) de cada víctima. Los nombres sin rango suelen denotar el rango de bombero.
| Compañía                 | Bajas |
| Jefe de bomberos         | - Peter J. Ganci Jr., 54 |
| Comisonario de bomberos  | - William M. Feehan, 71 |
| Jefe de bomberos Marshal | - Ronald Paul Bucca, 47 |
| Capellán del cuerpo      | - Mychal F. Judge, 68 |
| Comandantes del cuerpo   | - Jefe Gerard A. Barbara, 53 - Jefe Donald J. Burns‚ 61 |
| Batallón 1               | - Jefe Matthew Lancelot Ryan, 54 - Teniente Paul Thomas Mitchell, 46 |
| Batallón 2               | - Jefe William McGovern, 49 - Jefe Richard Prunty, 57 - Faustino Apostol Jr., 55 |
| Batallón 4               | - Teniente Thomas O'Hagan, 43 |
| Batallón 6               | - Jefe John P. Williamson, 46 |
| Batallón 7               | - Jefe Orio Palmer, 45 - Teniente Stephen G. Harrell, 44 - Teniente Philip Scott Petti, 43 |
| Batallón 8               | - Jefe Thomas Patrick DeAngelis, 51 - Thomas McCann, 45 |
| Batallón 9               | - Jefe Dennis Lawrence Devlin, 51 - Jefe Edward F. Geraghty, 45 - Teniente Charles William Garbarini, 44 - Carl Asaro, 39 - Alan D. Feinberg, 48 |
| Batallón 11              | - Jefe John M. Paolillo, 51 |
| Batallón 12              | - Jefe Frederick Claude Scheffold Jr., 57 |
| Batallón 22              | - Teniente Charles Joseph Margiotta, 44 |
| Batallón 43              | - Teniente Geoffrey E. Guja, 49 |
| Batallón 47              | - Teniente Anthony Jovic, 39 |
| Batallón 48              | - Jefe Joseph Grzelak, 52 - Michael Leopoldo Bocchino, 45 |
| Batallón 49              | - Jefe John M. Moran, 42 |
| Batallón 50              | - Jefe Lawrence T. Stack, 58 |
| Batallón 57              | - Jefe Dennis Cross, 60 - Jefe Joseph Ross Marchbanks Jr, 47 |
| División 1               | - Capitán Joseph D. Farrelly, 47 - Capitán Thomas Moody, 45 |
| División 11              | - Capitán Timothy M. Stackpole, 42 |
| División 15              | - Jefe Thomas Theodore Haskell Jr., 37 - Capitán Martin J. Egan Jr., 36 - Capitán William O'Keefe, 48 |
| Motor 1                  | - Teniente Andrew Desperito, 43 - Michael T. Weinberg, 34 |
| Motor 4                  | - Calixto Anaya Jr., 35 - James C. Riches, 29 - Thomas G. Schoales, 27 - Paul A. Tegtmeier, 41 |
| Motor 5                  | - Manuel Del Valle Jr., 32 |
| Motor 6                  | - Paul Beyer, 37 - Thomas Holohan, 36 - William R. Johnston, 31 |
| Motor 8                  | - Robert Parro, 35 |
| Motor 10                 | - Teniente Gregg Arthur Atlas, 44 - Jeffrey James Olsen, 31 - Paul Pansini, 34 |
| Motor 21                 | - Capitán William Francis Burke Jr., 46 |
| Motor 22                 | - Thomas Anthony Casoria, 29 - Michael J. Elferis, 27 - Vincent D. Kane, 37 - Martin E. McWilliams, 35 |
| Motor 23                 | - Robert McPadden, 30 - James Nicholas Pappageorge, 29 - Hector Luis Tirado Jr., 30 - Mark P. Whitford, 31 |
| Motor 26                 | - Capitán Thomas Farino, 37 - Dana R Hannon, 29 - Robert W. Spear Jr., 30 |
| Motor 33                 | - Teniente Kevin Pfeifer, 42 - David Arce, 36 - Michael Boyle, 37 - Robert Evans, 36 - Keithroy Marcellus Maynard, 30 |
| Motor 37                 | - John Giordano, 47 |
| Motor 40                 | - Teniente John F. Ginley, 37 - Kevin Bracken, 37 - Michael D. D'Auria, 25 - Bruce Gary, 51 - Michael F. Lynch, 30 - Steven Mercado, 38 |
| Motor 54                 | - Paul John Gill, 34 - Jose Guadalupe, 37 - Leonard Ragaglia, 36 - Christopher Santora, 23 |
| Motor 55                 | - Teniente Peter L. Freund, 45 - Robert Lane, 28 - Christopher Mozzillo, 27 - Stephen P. Russell, 40 |
| Motor 58                 | - Teniente Robert B. Nagel, 55 |
| Motor 74                 | - Ruben D. Correa, 44 |
| Motor 201                | - Teniente Paul Richard Martini, 37 - Gregory Joseph Buck, 37 - Christopher Pickford, 32 - John Albert Schardt, 34 |
| Motor 205                | - Teniente Robert Francis Wallace, 43 |
| Motor 207                | - Karl Henry Joseph, 25 - Shawn Edward Powell, 32 - Kevin O. Reilly, 28 |
| Motor 214                | - Teniente Carl John Bedigian, 35 - John Joseph Florio, 33 - Michael Edward Roberts, 31 - Kenneth Thomas Watson, 39 |
| Motor 216                | - Daniel Suhr, 37 |
| Motor 217                | - Teniente Kenneth Phelan, 41 - Steven Coakley, 36 - Neil Joseph Leavy, 34 |
| Motor 219                | - John Chipura, 39 |
| Motor 226                | - David Paul DeRubbio, 38 - Brian McAleese, 36 - Stanley S. Smagala Jr., 36 |
| Motor 230                | - Teniente Brian G. Ahearn, 43 - Frank Bonomo, 42 - Michael Scott Carlo, 34 - Jeffrey Stark, 30 - Eugene Whelan, 31 - Edward James White III, 30 |
| Motor 235                | - Teniente Steven Bates, 42 - Nicholas Paul Chiofalo, 39 - Francis Esposito, 32 - Lee S. Fehling, 28 - Lawrence G. Veling, 44 |
| Motor 238                | - Teniente Glenn E. Wilkinson, 46 |
| Motor 279                | - Ronnie Lee Henderson, 52 - Michael Ragusa, 29 - Anthony Rodriguez, 36 |
| Motor 285                | - Raymond R. York, 45 |
| Operaciones Haz-Mat      | - Jefe John Fanning, 54 |
| Haz-Mat 1                | - Teniente John A. Crisci, 48 - Dennis M. Carey, 51 - Martin N. DeMeo, 47 - Thomas Gardner, 39 - Jonathan R. Hohmann, 48 - Dennis Scauso, 46 - Kevin Joseph Smith, 47 |
| Escalera 2               | - Capitán Frederick Ill Jr., 49 - Michael J. Clarke, 27 - George DiPasquale, 33 - Denis P. Germain, 33 - Daniel Edward Harlin, 41 - Carl Molinaro, 32 - Dennis Michael Mulligan, 32 |
| Escalera 3               | - Capitán Patrick J. Brown, 48 - Teniente Kevin W. Donnelly, 43 - Michael Carroll, 39 - James Raymond Coyle, 26 - Gerard Dewan, 35 - Jeffrey John Giordano, 45 - Joseph Maloney, 45 - John Kevin McAvoy, 47 - Timothy Patrick McSweeney, 37 - Joseph J. Ogren, 30 - Steven John Olson, 38                           |
| Escalera 4               | - Capitán David Terence Wooley, 54 - Teniente Daniel O'Callaghan, 42 - Joseph Angelini Jr., 38 - Peter Brennan, 30 - Michael E. Brennan, 27 - Michael Haub, 34 - Michael F. Lynch, 33 - Samuel Oitice, 45 - John James Tipping II, 33                                                                               |
| Escalera 5               | - Teniente Vincent Francis Giammona, 40 - Teniente Michael Warchola, 51 - Louis Arena, 32 - Andrew Brunn, 28 - Thomas Hannafin, 36 - Paul Hanlon Keating, 38 - John A. Santore, 49 - Gregory Thomas Saucedo, 31 |
| Escalera 7               | - Capitán Vernon Allan Richard, 53 - George Cain, 35 - Robert Joseph Foti, 42 - Charles Mendez, 38 - Richard Muldowney Jr, 40 - Vincent Princiotta, 39 |
| Escalera 8               | - Teniente Vincent Gerard Halloran, 43 |
| Escalera 9               | - Gerard Baptiste, 35 - John P. Tierney, 27 - Jeffrey P. Walz, 37 |
| Escalera 10              | - Sean Patrick Tallon, 26 |
| Escalera 11              | - Teniente Michael Quilty, 42 - Michael F. Cammarata, 22 - Edward James Day, 45 - John F. Heffernan, 37 - Richard John Kelly Jr., 50 - Robert King Jr., 36 - Matthew Rogan, 37 |
| Escalera 12              | - Angel L. Juarbe Jr., 35 - Michael D. Mullan, 34 |
| Escalera 13              | - Capitán Walter G. Hynes, 46 - Thomas Hetzel, 33 - Dennis McHugh, 34 - Thomas E. Sabella, 44 - Gregory Stajk, 46 |
| Escalera 15              | - Teniente Joseph Gerard Leavey, 45 - Richard Lanard Allen, 30 - Arthur Thaddeus Barry, 35 - Thomas W. Kelly, 50 - Scott Kopytko, 32 - Scott Larsen, 35 - Douglas E. Oelschlager, 36 - Eric T. Olsen, 41 |
| Escalera 16              | - Teniente Raymond E. Murphy, 46 - Robert Curatolo, 31 |
| Escalera 20              | - Capitán John R. Fischer, 46 - John Patrick Burnside, 36 - James Michael Gray, 34 - Sean S. Hanley, 35 - David Laforge, 50 - Robert Thomas Linnane, 33 - Robert D. McMahon, 35 |
| Escalera 21              | - Gerald T. Atwood, 38 - Gerard Duffy, 53 - Keith Glascoe, 38 - Joseph Henry, 25 - William E. Krukowski, 36 - Benjamin Suárez, 34 |
| Escalera 24              | - Capitán Daniel J. Brethel, 43 - Stephen Elliot Belson, 51 |
| Escalera 25              | - Teniente Glenn C. Perry, 41 - Matthew Barnes, 37 - John Michael Collins, 42 - Kenneth Kumpel, 42 - Robert Minara, 54 - Joseph Rivelli, 43 - Paul G. Ruback, 50 |
| Escalera 27              | - John Marshall, 35 |
| Escalera 35              | - Capitán Frank Callahan, 51 - James Andrew Giberson, 43 - Vincent S. Morello, 34 - Michael Otten, 42 - Michael Roberts, 30 |
| Escalera 38              | - Joseph Spor Jr., 35 |
| Escalera 42              | - Peter Alexander Bielfeld, 44 |
| Escalera 101             | - Teniente Joseph Gullickson, 37 - Patrick Byrne, 39 - Salvatore B. Calabro, 38 - Brian Cannizzaro, 30 - Thomas J. Kennedy, 36 - Joseph Maffeo, 31 - Terence A. McShane, 37 |
| Escalera 105             | - Capitán Vincent Brunton, 43 - Thomas Richard Kelly, 39 - Henry Alfred Miller Jr., 51 - Dennis O'Berg, 28 - Frank Anthony Palombo, 46 |
| Escalera 111             | - Teniente Christopher P. Sullivan, 39 |
| Escalera 118             | - Teniente Robert M. Regan, 48 - Joseph Agnello, 35 - Vernon Paul Cherry, 49 - Scott Matthew Davidson, 33 - Leon Smith Jr., 48 - Peter Anthony Vega, 36 |
| Escalera 131             | - Christian Michael Otto Regenhard, 28 |
| Escalera 132             | - Andrew Jordan, 36 - Michael Kiefer, 25 - Thomas Mingione, 34 - John T. Vigiano II, 36 - Sergio Villanueva, 33 |
| Escalera 136             | - Michael Joseph Cawley, 32 |
| Rescate 1                | - Capitán Terence S. Hatton, 41 - Teniente Dennis Mojica, 50 - Joseph Angelini, 63 - Gary Geidel, 44 - William Henry, 49 - Kenneth Joseph Marino, 40 - Michael Montesi, 39 - Gerard Terence Nevins, 46 - Patrick J. O'Keefe, 44 - Brian Edward Sweeney, 29 - David M. Weiss, 41                                     |
| Rescate 2                | - Teniente Peter C. Martin, 43 - William David Lake, 44 - Daniel F. Libretti, 43 - John Napolitano, 32 - Kevin O'Rourke, 44 - Lincoln Quappe, 38 - Edward Rall, 44 |
| Rescate 3                | - Christopher Joseph Blackwell, 42 - Thomas Foley, 32 - Thomas Gambino Jr., 48 - Raymond Meisenheimer, 46 - Donald J. Regan, 47 - Gerard Patrick Schrang, 45 |
| Rescate 4                | - Capitán Brian Hickey, 47 - Teniente Kevin Dowdell, 46 - Terrence Patrick Farrell, 45 - William J. Mahoney, 37 - Peter Allen Nelson, 42 - Durrell V. Pearsall, 34 |
| Rescate 5                | - Capitán Louis Joseph Modafferi, 45 - Teniente Harvey Harrell, 49 - Teniente Joseph A. Mascali, 44 - John P. Bergin, 39 - Carl Vincent Bini, 44 - Michael Curtis Fiore, 46 - Andre G. Fletcher, 37 - Douglas Charles Miller, 34 - Jeffrey Matthew Palazzo, 33 - Nicholas P. Rossomando, 35 - Allan Tarasiewicz, 45 |
| Batallón de seguridad    | - Robert J. Crawford, 62 |
| Operaciones especiales   | - Jefe Raymond Matthew Downey, 63 - Jefe Charles Kasper, 54 - Capitán Patrick J. Waters, 44 - Teniente Timothy Higgins, 43 - Teniente Michael Thomas Russo, Sr, 44 |
| Escuadrón 1              | - Capitán James M. Amato, 43 - Teniente Edward A. D'Atri, 38 - Teniente Michael Esposito, 41 - Teniente Michael N. Fodor, 53 - Brian Bilcher, 37 - Gary Box, 37 - Thomas M. Butler, 37 - Peter Carroll, 42 - Robert Cordice, 28 - David J. Fontana, 37 - Matthew David Garvey, 37 - Stephen Gerard Siller, 34       |
| Escuadrón 18             | - Teniente William E. McGinn, 43 - Eric Allen, 44 - Andrew Fredericks, 40 - David Halderman, 40 - Timothy Haskell, 34 - Manuel Mojica, 37 - Lawrence Virgilio, 38 |
| Escuadrón 41             | - Teniente Michael K. Healey, 42 - Thomas Patrick Cullen III, 31 - Robert Hamilton, 43 - Michael J. Lyons, 32 - Gregory Sikorsky, 34 - R. Bruce Van Hine, 48 |
| Escuadrón 252            | - Tarel Coleman, 32 - Thomas Kuveikis, 48 - Peter J. Langone, 41 - Patrick Lyons, 34 - Kevin Prior, 28 |
| Escuadrón 288            | - Teniente Ronald T. Kerwin, 42 - Ronnie E. Gies, 43 - Joseph Hunter, 31 - Jonathan Lee Ielpi, 29 - Adam David Rand, 30 - Timothy Matthew Welty, 34 |
| Batallón EMS 49          | - Paramédico Carlos R. Lillo, 37 |
| Batallón EMS 57          | - Paramédico Ricardo J. Quinn, 40 |

## Departamento de Policía de la Autoridad Portuaria

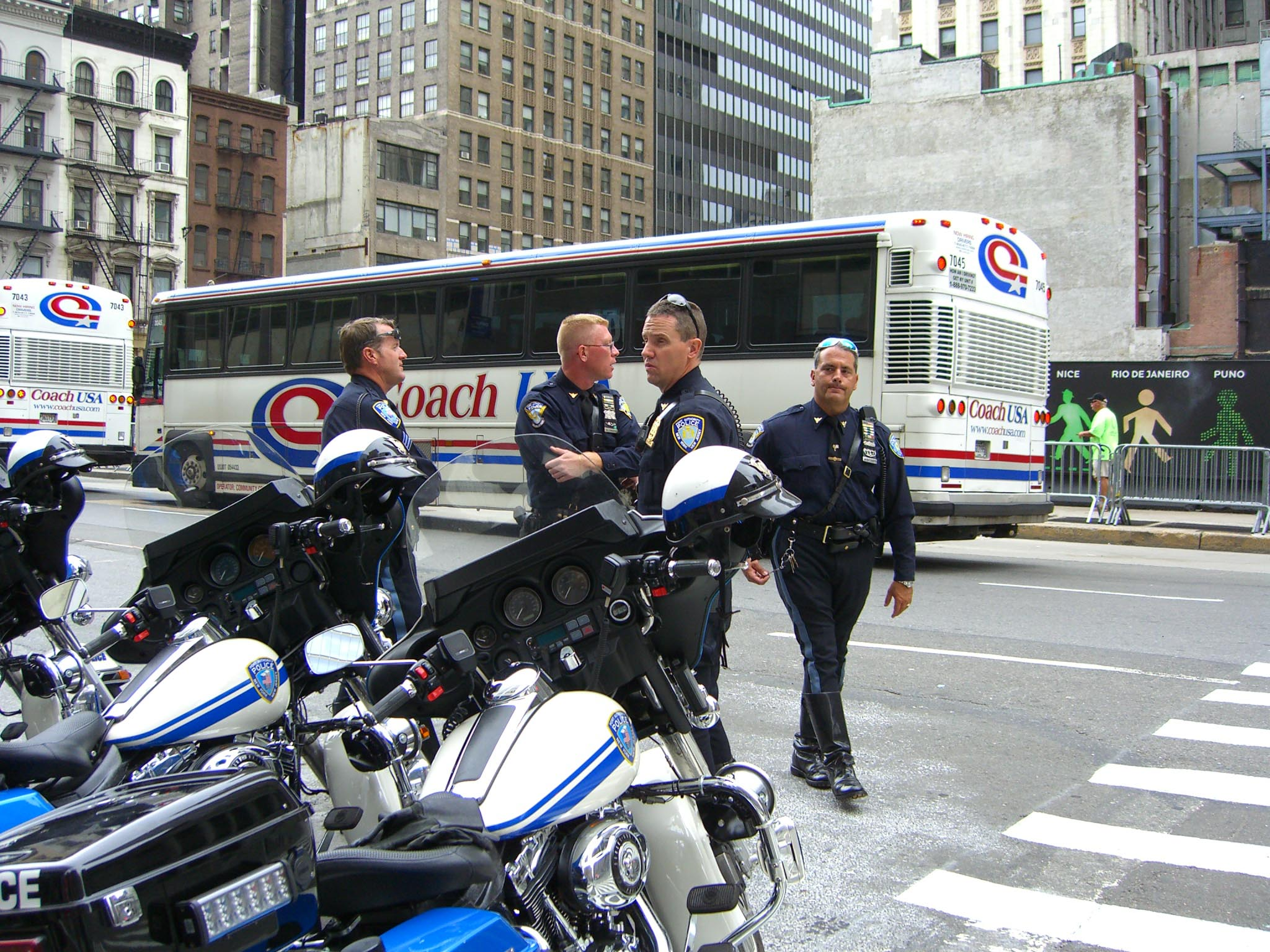
Agentes de la Autoridad Portuaria.

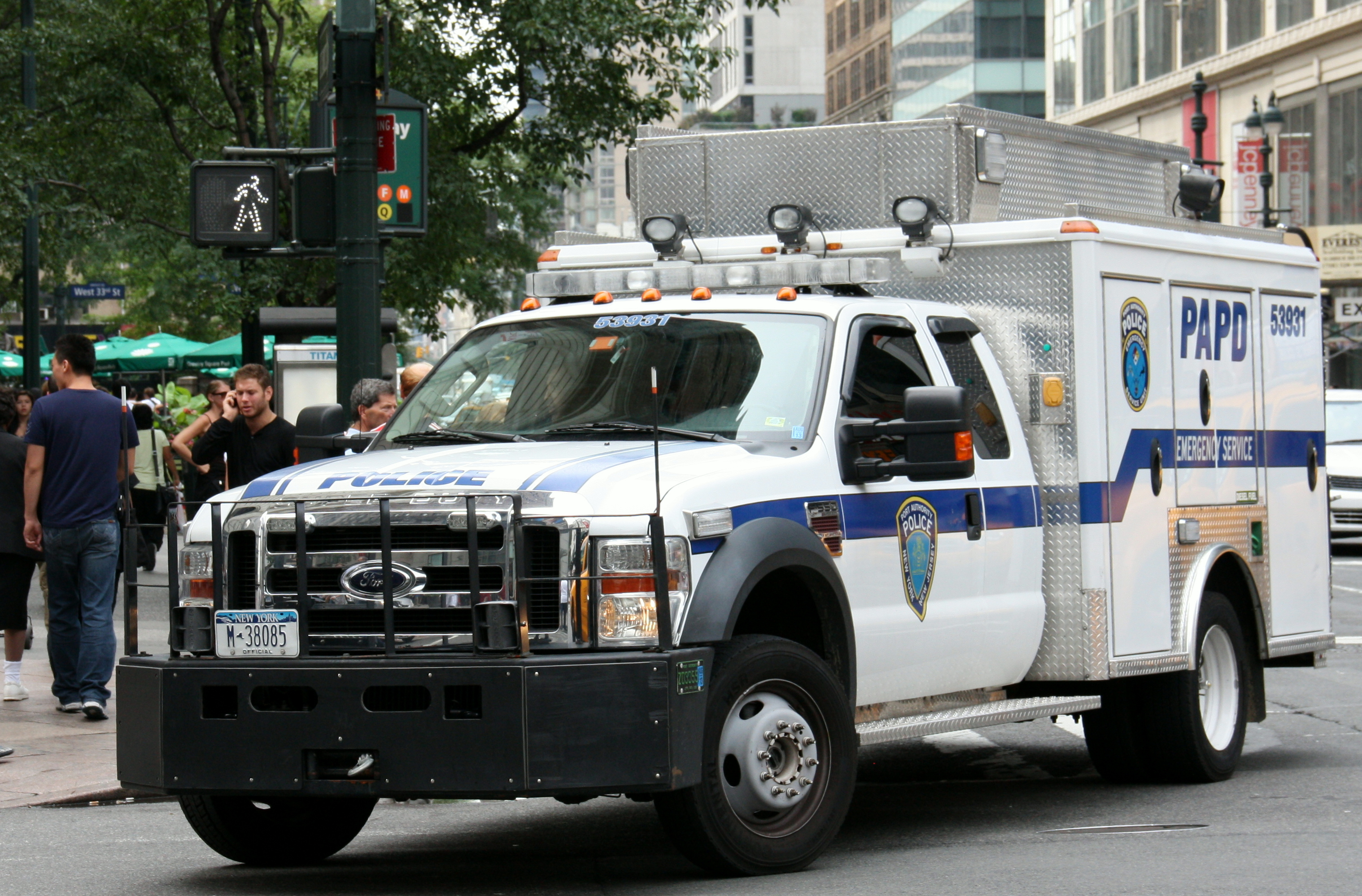
Vehículo del servicio de emergencias de la Autoridad Portuaria.

A los pocos minutos del primer impacto, el ocasionado por el Vuelo 11 de American Airlines, el Departamento de Policía de la Autoridad Portuaria de Nueva York y Nueva Jersey (PAPD) comenzó a desplegar a los agentes de los mandos de la Autoridad Portuaria Trans-Hudson, puentes, túneles y aeropuertos. El oficial al mando de la PAPD en el lugar de los hechos ordenó la evacuación total de la Torre Norte a las 9 de la mañana, unos tres minutos antes de que el vuelo 175 de United Airlines impactara contra la Torre Sur. Al mismo tiempo, los dos oficiales de mayor rango de la PAPD, el superintendente Ferdinand Morrone y el jefe James Romito, llegaron por separado al World Trade Center.
Algunos agentes recibieron la orden de entrar en las torres para ayudar en la evacuación de las escaleras, mientras que otros ayudaron en la evacuación de la plaza y la estación de metro. El superintendente Morrone fue visto por última vez ayudando a evacuar a los inquilinos del piso 45 de la Torre Norte antes de que se derrumbara, mientras que el jefe Romito se encontraba en el piso 31 con cuatro compañeros ayudando a los bomberos. La PAPD perdió 37 agentes, incluidos Morrone y Romito.
- Superintendente Ferdinand V. Morrone (63 años)
- Jefe James A. Romito (51 años)
- Teniente Robert D. Cirri (39 años)
- Inspector Anthony P. Infante Jr. (47 años)
- Capitán Kathy Nancy Mazza (46 años)
- Sargento Robert M. Kaulfers (49 años)
- Donald James McIntyre (38 años)
- Walter Arthur McNeil (53 años)
- Joseph Michael Navas (44 años)
- James Nelson (40 años)
- Alfonse J. Niedermeyer (40 años)
- James Wendell Parham (32 años)
- Dominick A. Pezzulo (36 años)
- Antonio J. Rodrigues (35 años)
- Richard Rodriguez (31 años)
- Bruce Albert Reynolds (41 años)
- Christopher C. Amoroso (29 años)
- Maurice V. Barry (48 años)
- Clinton Davis (38 años)
- Donald A. Foreman (53 años)
- Gregg J. Froehner (46 años)
- Uhuru Gonga Houston (32 años)
- George G. Howard (44 años)
- Thomas E. Gorman (41 años)
- Stephen Huczko Jr. (44 años)
- Paul William Jurgens (47 años)
- Liam Callahan (44 años)
- Paul Laszczynski (49 años)
- David Prudencio LeMagne (27 años)
- John Joseph Lennon Jr. (44 años)
- John Dennis Levi (50 años)
- James Francis Lynch (47 años)
- John P. Skala (31 años)
- Walwyn W. Stuart Jr. (28 años)
- Kenneth F. Tietjen (31 años)
- Nathaniel Webb (56 años)
- Michael T. Wholly (34 años)

Además de los anteriores, un perro policía del PAPD, "Sirius", también perdió la vida en los ataques.

## Departamento de Policía de la Ciudad de Nueva York

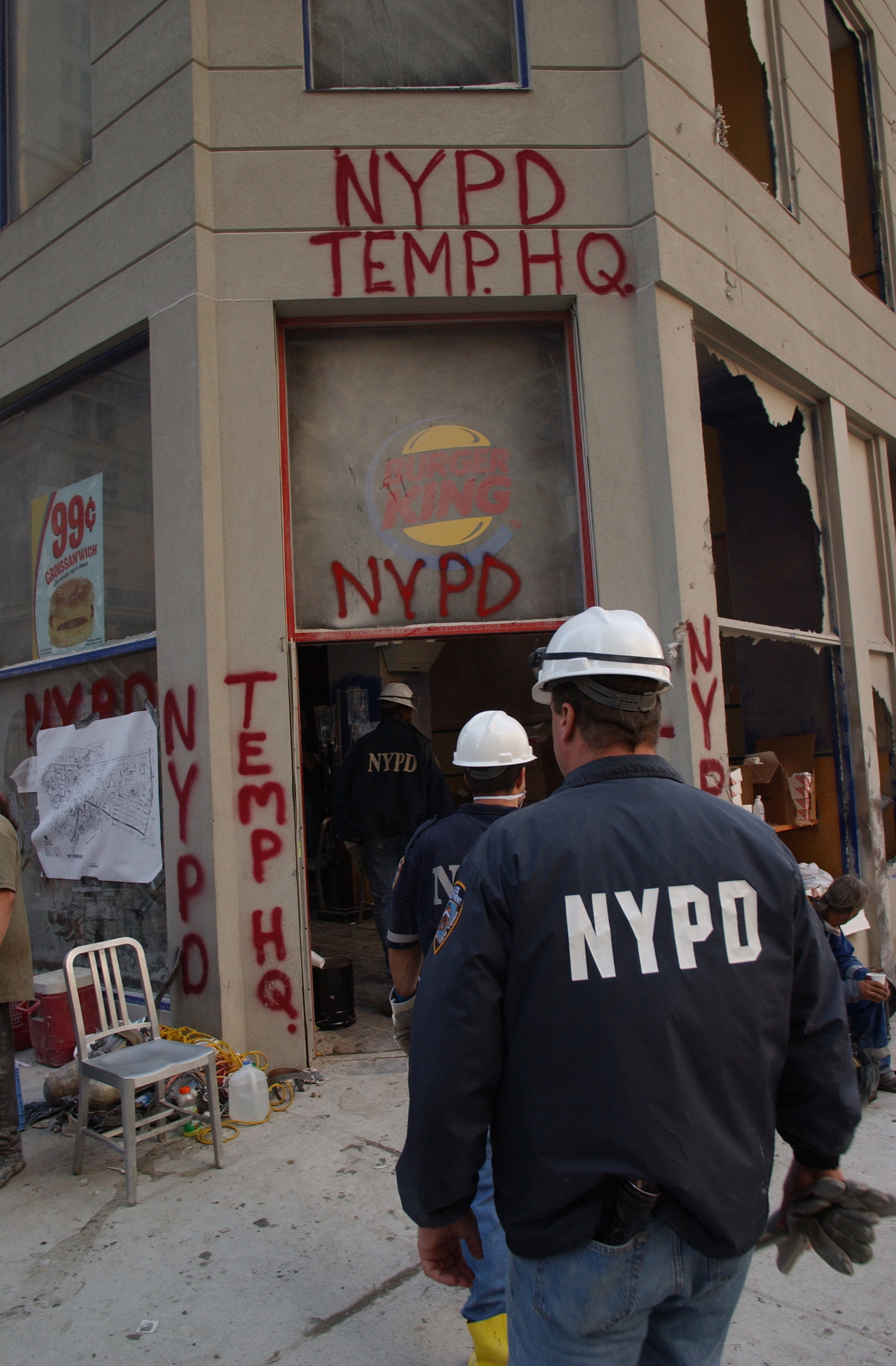
Sede temporal de la policía de Nueva York en el 106 de la calle Liberty; instalada cerca del World Trade Center el 11 de septiembre de 2001.

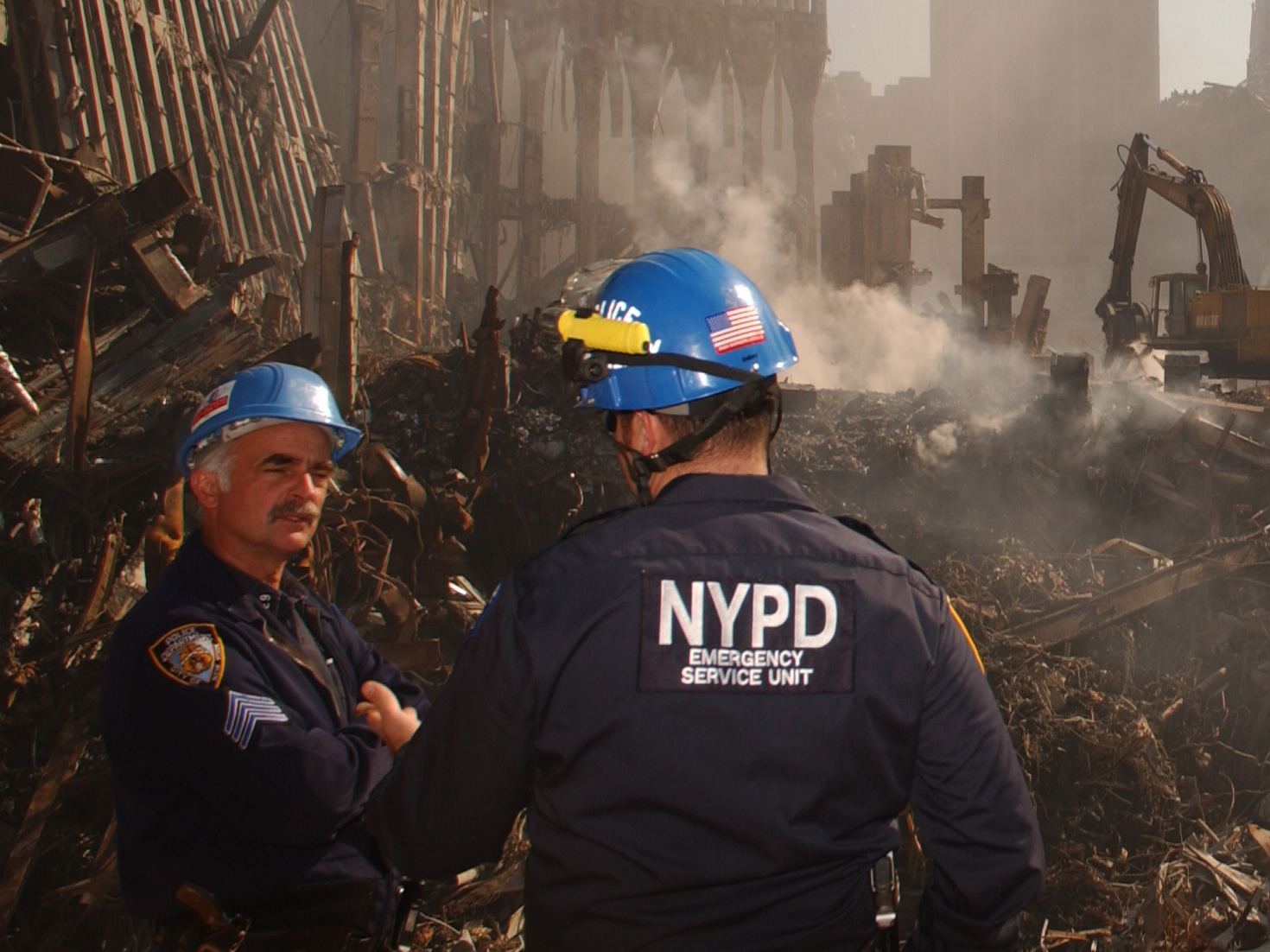
Dos oficiales de policía de Nueva York en el sitio del World Trade Center, cinco semanas después de los ataques.

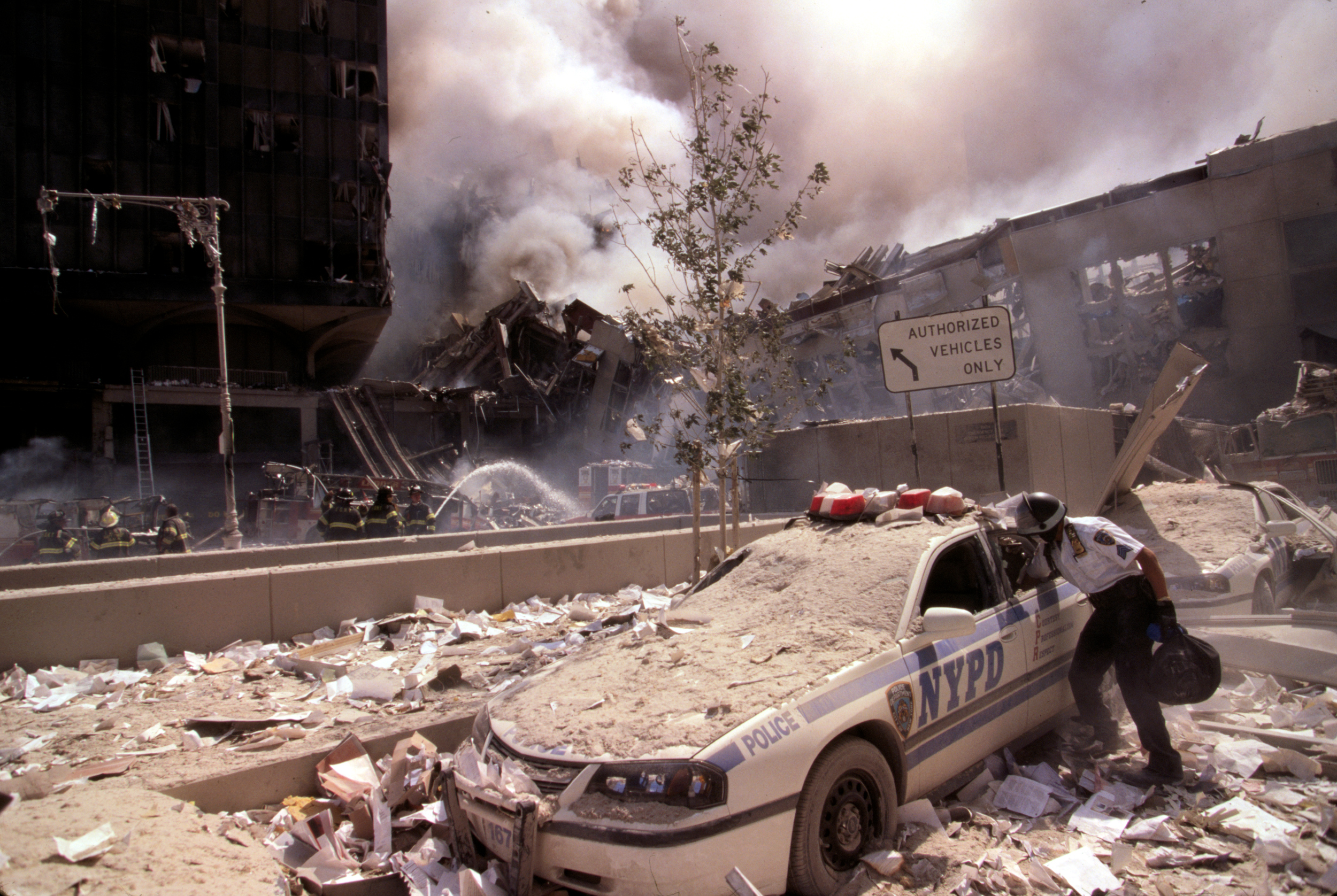
Coche de la policía de Nueva York, destrozado por los escombros caídos durante el atentado.

Varios agentes del Departamento de Policía de Nueva York (NYPD) vieron el impacto del Vuelo 11 con la Torre Norte y lo comunicaron inmediatamente a los despachadores. En un intervalo de un cuarto de hora, siete minutos antes del impacto del segundo avión, el jefe del departamento de policía de Nueva York se dirigía al lugar de los hechos y elevó la movilización policial al nivel 4, enviando así a unos 22 tenientes, 100 sargentos y 800 policías al World Trade Center. El personal de la policía de Nueva York se encargó principalmente de asistir en las evacuaciones y ayudar a los civiles heridos.
También se desplegaron tres helicópteros de la policía para informar sobre las condiciones y evaluar la viabilidad de un aterrizaje en la azotea o de operaciones especiales de rescate. Una vez que el vuelo 175 chocó contra la Torre Sur, se ordenó otra movilización de nivel 4, lo que elevó a casi 2 000 el número de efectivos de la policía de Nueva York en el lugar de los hechos. A algunos se les ordenó entrar en el World Trade Center para ayudar en las evacuaciones dando soporte a los bomberos.
Los 23 agentes de la policía de Nueva York, incluidos cuatro sargentos y dos detectives, que murieron en el lugar de los hechos fueron:
- Sargento Timothy A. Roy, Sr. (36 años)
- Sargento John Gerard Coughlin (43 años)
- Sargento Rodney C. Gillis (33 años)
- Sargento Michael S. Curtin (45 años)
- Detective Joseph V. Vigiano (34 años)
- Detective Claude Daniel Richards (46 años)
- Moira Ann Smith (38 años), nombrada a título póstumo "Mujer del Año" por la revista Glamour.[14]
- Ramón Suárez (45 años)
- Paul Talty (40 años)
- Santos Valentín Jr. (39 años)
- Walter E. Weaver (30 años)
- Ronald Philip Kloepfer (39 años)
- Thomas M. Langone (39 años)
- James Patrick Leahy (38 años)
- Brian Grady McDonnell (38 años)
- John William Perry (38 años), quien también trabajaba como actor para series de televisión como One Life to Live o NYPD Blue. Esa mañana estaba presentando su solicitud de jubilación del cuerpo de policía.[15]
- Glen Kerrin Pettit (30 años)
- John D'Allara (47 años)
- Vincent Danz (38 años)
- Jerome M. P. Domínguez (47 años)
- Stephen P. Driscoll (38 años)
- Mark Joseph Ellis (26 años)
- Robert Fazio Jr. (41 años)

## Servicios médicos de urgencia privados
Ocho técnicos de emergencias médicas y paramédicos de servicios médicos de emergencia privados perdieron la vida mientras respondían al World Trade Center. Cabe destacar que muchos de ellos trabajaban en unidades "contratadas por el 911" (el sistema de respuesta a emergencias), es decir, ambulancias enviadas habitualmente por el FDNY. Estos nombres incluyen:
- Keith Fairben (24 años), paramédico que trabajaba para el Hospital presbiteriano de Nueva York.
- Richard Pearlman (18 años), paramédico que trabajaba para la Ambulancia Voluntaria de Forest Hills.
- Mario Santoro (28 años), paramédico que trabajaba para el Centro médico presbiteriano de Nueva York.
- Yamel Merino (24 años), madre soltera de un hijo de ocho años, que trabajó como paramédico para el Centro médico Metrocare/Montefiore durante tres años.
- Mohammad Salman Hamdani (23 años), musulmán-estadounidense que trabajó a tiempo parcial como EMT certificado por el FDNY y también como miembro del Cuerpo de Cadetes del Departamento de Policía de Nueva York durante tres años.
- Marc Sullins (30 años), EMT que trabajó en el Centro médico Cabrini.
- Mark Schwartz (50 años), EMT que trabajó para Hunter Ambulance.
- Jeff Simpson (38 años), EMT que trabajó para el Dumfries-Triangle Rescue Squad y también como empleado de Oracle Corporation.

## Funcionarios de la Corte del Estado de Nueva York
Tres oficiales de la Corte del Estado de Nueva York murieron mientras ayudaban a la gente a evacuar y a prestar ayuda.
- Capitán William Thompson (51 años).
- Oficial superior de la Corte Thomas Jurgens (27 años).
- Oficial superior de la Corte Mitchel Scott Wallace (34 años).

Los oficiales superiores Jurgens y Wallace fueron ascendidos a sargento a título póstumo.

## Patrulla de Bomberos de Nueva York
- Keith M. Roma (27 años). Patrullero de la Unidad 2 de la Patrulla de Bomberos de Nueva York en Greenwich Village.[5][20]